# Ave (fleuve)
Pour les articles homonymes, voir Ave (homonymie).
L’Ave est un fleuve portugais, qui prend sa source dans la Serra da Cabreira, à Vieira do Minho, et se jette dans l’océan Atlantique à Vila do Conde. Il donne son nom à la sous-région de l'Ave.

## Géographie

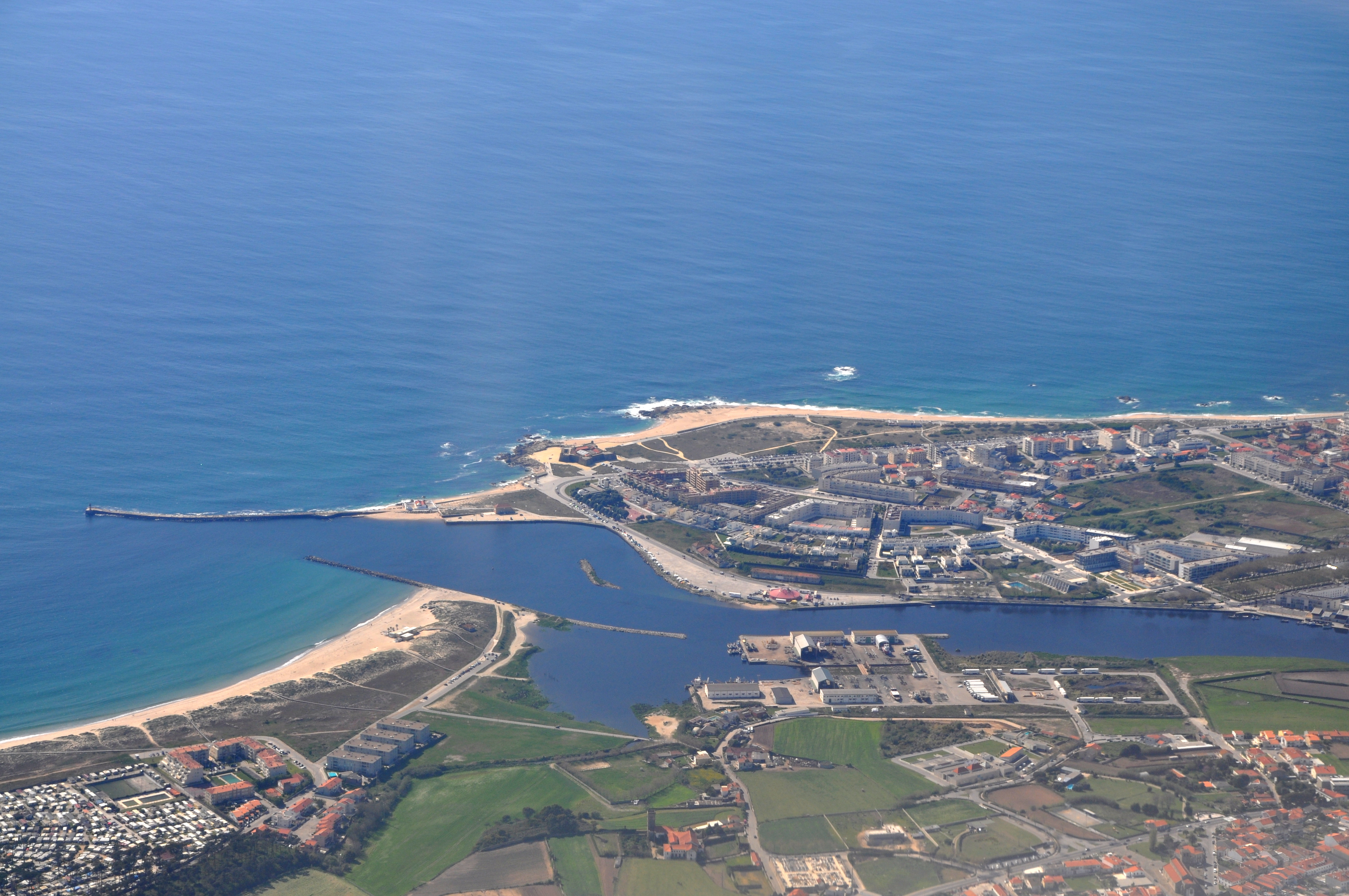
L'estuaire de l’Ave.

L’Ave prend sa source à 1 286 mètres d’altitude dans la Serra da Cabreira et parcourt environ 94 km, drainant un bassin versant d’environ 1 390 km2.
Le fleuve s’écoule d’est en ouest et traverse les municipalités de Vieira do Minho, Póvoa de Lanhoso, Guimarães, Vila Nova de Famalicão, Santo Tirso, Trofa et finalement Vila do Conde, où il se jette dans l’océan Atlantique.

### Liens
- Notices d'autorité :   - VIAF